# Lương Cường
Lương Cường (sinh ngày 15 tháng 8 năm 1957) là chính trị gia người Việt Nam. Ông hiện là Ủy viên Bộ Chính trị Ban Chấp hành Trung ương Đảng Cộng sản Việt Nam khóa XIII, Chủ tịch nước Cộng hòa xã hội chủ nghĩa Việt Nam, Chủ tịch Hội đồng Quốc phòng và An ninh, Thống lĩnh các lực lượng vũ trang nhân dân Việt Nam, Trưởng Ban chỉ đạo cải cách Tư pháp Trung ương và Đại biểu Quốc hội khóa XV, nhiệm kỳ 2021-2026 thuộc Đoàn đại biểu Quốc hội Thành phố Hồ Chí Minh.
Lương Cường nhập ngũ năm 1975. Ba năm sau, ông gia nhập Đảng Cộng sản Việt Nam. Binh nghiệp của ông gắn liền với công tác chính trị, công tác Đảng trong Quân đội nhân dân Việt Nam. Ông có trình độ chuyên môn là Cử nhân Xây dựng Đảng và chính quyền nhà nước, trình độ lý luận chính trị là cao cấp. Ông từng làm Chính ủy Quân đoàn 2 và Chính ủy Quân khu 3. Năm 2011, ông giữ chức Phó Chủ nhiệm Tổng cục Chính trị Quân đội nhân dân Việt Nam. Năm 2016, ông làm Chủ nhiệm Tổng cục Chính trị. Tháng 1 năm 2019, ông được thăng quân hàm Đại tướng Quân đội nhân dân Việt Nam, trở thành người thứ 15 mang quân hàm cao nhất này của Quân đội nhân dân Việt Nam.
Tháng 5 năm 2024, ông được Bộ Chính trị phân công giữ chức Thường trực Ban Bí thư Trung ương Đảng Cộng sản Việt Nam thay bà Trương Thị Mai xin nghỉ công tác. Đầu tháng 6 năm 2024, ông thôi giữ chức Chủ nhiệm Tổng cục Chính trị Quân đội nhân dân Việt Nam, thay thế ông ở chức vụ này là Thượng tướng Trịnh Văn Quyết.
Ngày 21 tháng 10 năm 2024, tại kỳ họp thứ tám, Quốc hội khóa XV, với 440/440 đại biểu Quốc hội biểu quyết tán thành, Quốc hội thông qua Nghị quyết bầu Lương Cường giữ chức vụ Chủ tịch nước Cộng hòa xã hội chủ nghĩa Việt Nam nhiệm kỳ 2021-2026. Lương Cường là Đại tướng thứ hai trong Quân đội nhân dân Việt Nam được bầu làm Chủ tịch nước, người đầu tiên là Đại tướng Lê Đức Anh giữ chức vụ Chủ tịch nước nhiệm kỳ 1992-1997.

## Thân thế và học vấn
Lương Cường sinh ngày 15 tháng 8 năm 1957 tại làng Bảo Đà, phường Dữu Lâu, thành phố Việt Trì, tỉnh Phú Thọ. Cha của ông là ông Lương Văn Thao (1932–2021), Trung tá Quân đội, nguyên Trợ lý Tác chiến, Phòng quân chủng, Bộ Tổng Tham mưu. Ông theo học và tốt nghiệp trình độ chuyên môn hệ cử nhân chính quy ngành Xây dựng Đảng và chính quyền Nhà nước tại Trường ĐH Sĩ quan Chính trị (LCH), trình độ lý luận chính trị là cao cấp. Trong quá trình công tác, ông từng theo học các khóa học bồi dưỡng cán bộ tại Học viện Chính trị Quốc gia Hồ Chí Minh và tại Trung Quốc.

## Sự nghiệp
Tháng 2 năm 1975, Lương Cường nhập ngũ ở tuổi 18 rồi tham gia chiến tranh biên giới Việt - Trung 1979. Tháng 8 năm 1978, ông được kết nạp vào Đảng Cộng sản Việt Nam ở tuổi 21. Từ tháng 2 năm 1975 đến tháng 4 năm 2003, ông lần lượt đảm nhiệm các chức vụ như trợ lý cán bộ, Bộ Chỉ huy Quân sự tỉnh Hoàng Liên Sơn, Quân khu 2; trợ lý cán bộ, Sư đoàn 355, Quân khu 2; trợ lý, Trưởng Ban nhân sự, Phòng Cán bộ, Cục Chính trị, Quân khu 2; Phó Trung đoàn trưởng về Chính trị, Bí thư Đảng ủy Trung đoàn 174, Sư đoàn 316, Quân khu 2; Phó Trung đoàn trưởng về Chính trị, Bí thư Đảng ủy Trung đoàn 98, Sư đoàn 316, Quân khu 2; trợ lý Phòng Nhân sự, Phó Trưởng Phòng, Trưởng Phòng Nhân sự, Cục Cán bộ, Tổng cục Chính trị Quân đội nhân dân Việt Nam; Phó Cục trưởng phụ trách nhân sự, Đảng ủy viên Cục Cán bộ, Tổng cục Chính trị Quân đội nhân dân Việt Nam.
Tháng 5 năm 2003, ông được bổ nhiệm giữ chức Phó Tư lệnh Chính trị Quân đoàn 2, đồng thời là Bí thư Đảng ủy Quân đoàn 2. Tháng 2 đến tháng 3 năm 2006, ông là học viên lớp nghiên cứu cho cán bộ lãnh đạo quản lý cao cấp tại Học viện Chính trị Quốc gia Hồ Chí Minh. Tháng 4 năm 2006, ông được bổ nhiệm làm Chính ủy Quân đoàn 2, đồng thời là Bí thư Đảng ủy Quân đoàn 2. Tháng 1 năm 2008, ông được bổ nhiệm giữ chức vụ Chính ủy Quân khu 3, đồng thời là Ủy viên Quân ủy Trung ương, Bí thư Đảng ủy Quân khu 3.
Ngày 18 tháng 1 năm 2011, tại Đại hội Đảng Cộng sản Việt Nam lần thứ XI, ông được bầu làm Ủy viên Ban Chấp hành Trung ương Đảng Cộng sản Việt Nam khóa XI. Tháng 6 năm 2011, ông được bổ nhiệm giữ chức Phó Chủ nhiệm Tổng cục Chính trị phụ trách về công tác xây dựng Đảng, công tác cán bộ và công tác xây dựng Cơ quan Tổng cục Chính trị, đồng thời là Ủy viên Quân ủy Trung ương, Bí thư Đảng ủy Cơ quan Tổng cục Chính trị thay Thượng tướng Nguyễn Thành Cung chuyển sang giữ chức Thứ trưởng Bộ Quốc phòng. Tháng 12 năm 2011 và tháng 11 năm 2013, ông học bồi dưỡng cán bộ cao cấp tại Trung Quốc.
Ngày 26 tháng 1 năm 2016, tại Đại hội Đảng Cộng sản Việt Nam lần thứ XII, ông tái đắc cử Ủy viên Ban Chấp hành Trung ương Đảng Cộng sản Việt Nam khóa XII. Ngày 27 tháng 1 năm 2016, ông được Trung ương Đảng khóa XII bầu vào Ban Bí thư Trung ương Đảng Cộng sản Việt Nam.

### Chủ nhiệm Tổng cục Chính trị Quân đội nhân dân Việt Nam

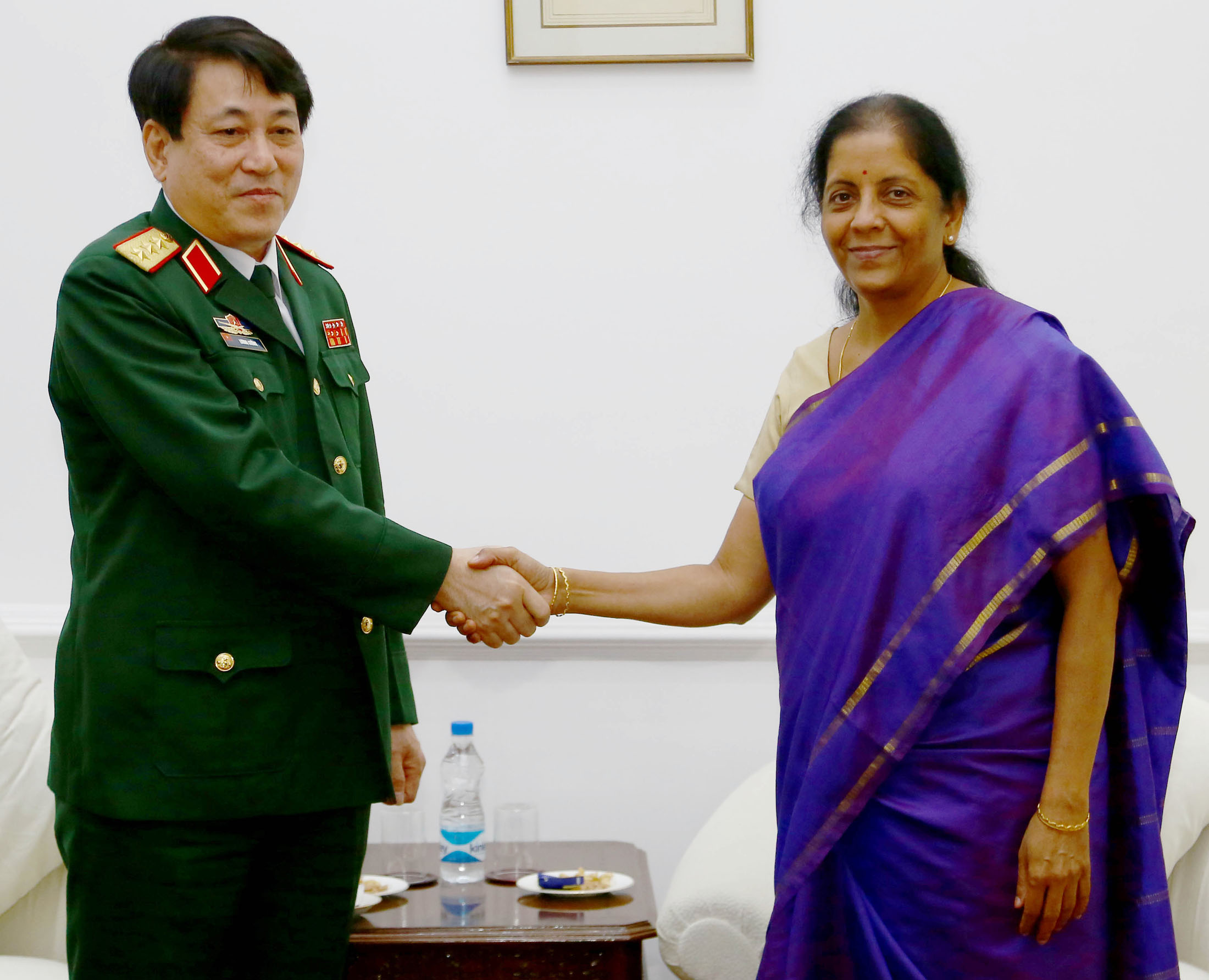
Chủ nhiệm Tổng cục Chính trị Quân đội Lương Cường bắt tay Bộ trưởng Quốc phòng Ấn Độ Nirmala Sitharaman trong chuyến thăm tới New Delhi, Ấn Độ ngày 13 tháng 11 năm 2017.

Ngày 15 tháng 4 năm 2016, ông được Bộ Chính trị khóa XII phân công giữ chức Chủ nhiệm Tổng cục Chính trị Quân đội nhân dân Việt Nam thay Đại tướng Ngô Xuân Lịch. Ngày 30 tháng 8 năm 2018, tại Hà Nội, ông được nhận huy hiệu 40 năm tuổi Đảng.
Ngày 29 tháng 1 năm 2019, Lương Cường được Tổng Bí thư, Chủ tịch nước Nguyễn Phú Trọng thăng cấp bậc từ Thượng tướng lên Đại tướng cùng đợt với Đại tướng Tô Lâm, Bộ trưởng Bộ Công an. Ngày 30 tháng 1 năm 2021, ông tiếp tục tái đắc cử Ủy viên Ban Chấp hành Trung ương Đảng Cộng sản Việt Nam khoá XIII, là nhiệm kỳ thứ ba của ông ở Trung ương Đảng. Ngày 31 tháng 1 năm 2021, ông được Trung ương Đảng khóa XIII bầu vào Bộ Chính trị.
Tháng 5 năm 2021, ông ứng cử và trúng cử đại biểu Quốc hội Việt Nam khóa XV nhiệm kỳ 2021-2026, thuộc đoàn đại biểu Quốc hội tỉnh Thanh Hóa. Ông nhận được 519.102 phiếu, đạt tỷ lệ 97,72% số phiếu hợp lệ tại đơn vị bầu cử số 2, gồm thị xã Bỉm Sơn và các huyện Hà Trung, Nga Sơn, Hậu Lộc, Vĩnh Lộc, Thạch Thành.

### Thường trực Ban Bí thư
Ngày 16 tháng 5 năm 2024, Bộ Chính trị khóa XIII phân công Lương Cường tham gia Ban Bí thư và giữ chức Thường trực Ban Bí thư Trung ương Đảng Cộng sản Việt Nam, thay thế bà Trương Thị Mai vừa từ chức. Lương Cường giữ chức vụ này cho đến cuối tháng 10 năm 2024 khi ông được Quốc hội bầu giữ chức Chủ tịch nước.

## Chủ tịch nước Việt Nam (2024–nay)
Ngày 26 tháng 8 năm 2024, Tô Lâm chuyển chức vụ Chủ tịch nước cho ông ngay sau khi được bầu làm tân Tổng Bí thư vào đầu tháng đó bởi người tiền nhiệm là Nguyễn Phú Trọng vừa qua đời vào hồi tháng 7. Chiều ngày 21 tháng 10 năm 2024, tại kỳ họp thứ tám, Quốc hội khoá XV, Lương Cường được bầu giữ chức vụ Chủ tịch nước với 440/440 đại biểu Quốc hội có mặt tán thành (đạt tỷ lệ 91,67% tổng số Đại biểu Quốc hội). Ông trở thành Chủ tịch nước thứ 14 của Việt Nam, thay Tổng Bí thư Tô Lâm. Trong bài phát biểu nhậm chức, ông tuyên bố sẽ nỗ lực giữ gìn và tăng cường sự đoàn kết, thống nhất cao trong Đảng; xây dựng nhà nước pháp quyền Xã hội Chủ nghĩa trong sạch vững mạnh; tăng cường sức mạnh quốc phòng-an ninh; nhất quán đường lối đối ngoại độc lập, tự chủ, hoà bình, hữu nghị.

Lương Cường tuyên thệ nhậm chức Chủ tịch nước, ngày 21 tháng 10 năm 2024

Sáng ngày 22 tháng 10 năm 2024, lễ bàn giao công tác được tổ chức tại Phủ Chủ tịch. Tại đây, Tổng Bí thư Tô Lâm chính thức bàn giao các nhiệm vụ Chủ tịch nước cho ông, cũng như đề nghị các cơ quan liên quan báo cáo công việc cụ thể, rà soát kế hoạch công tác, đối ngoại, đối nội với Chủ tịch nước mới.

### Đối ngoại

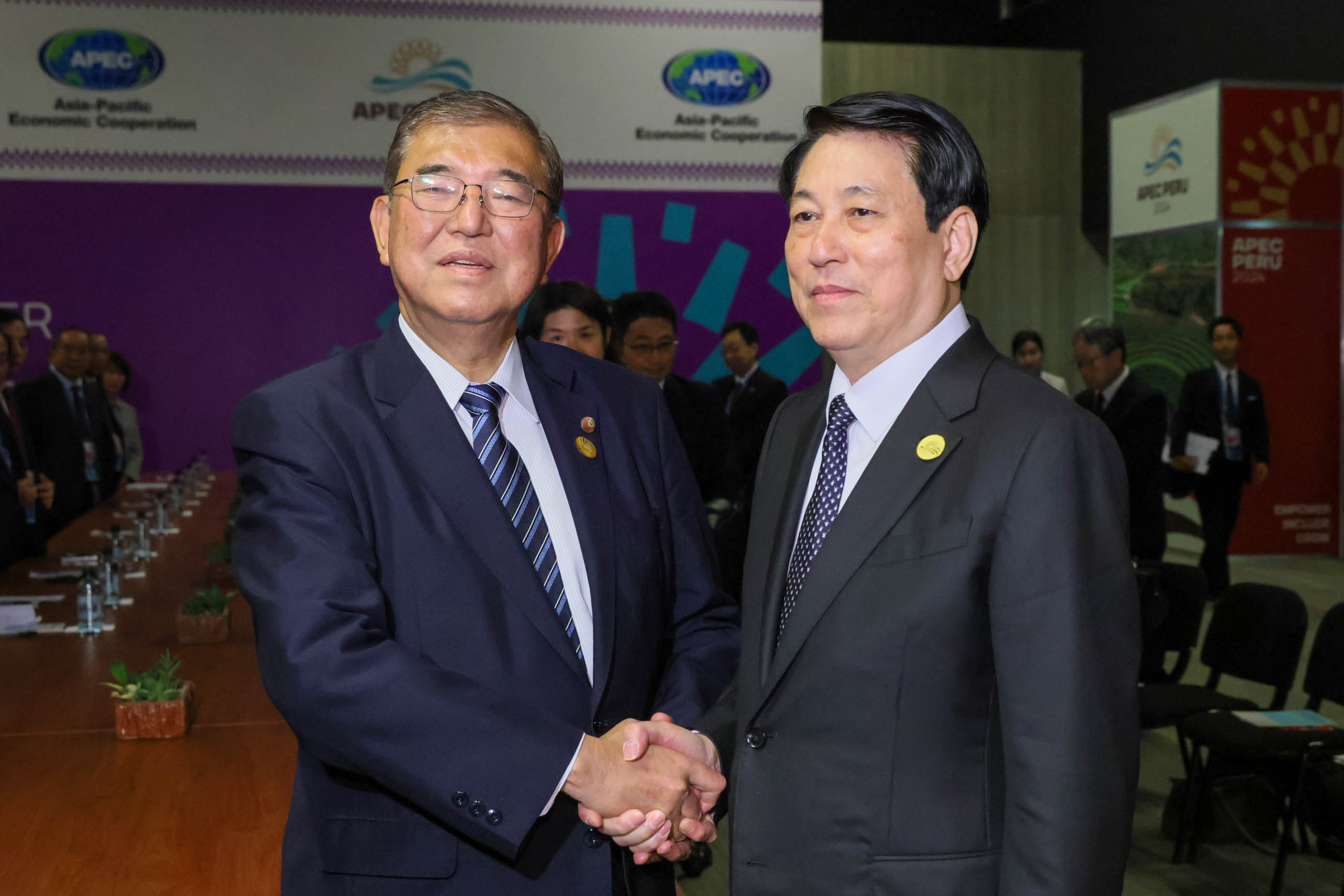
Lương Cường cùng Thủ tướng Nhật Shigeru Ishiba tại Hội nghị APEC ở Lima, Peru, ngày 16 tháng 11 năm 2024.

Chiều ngày 25 tháng 10 năm 2024, Lương Cường đã có buổi tiếp Phó Chủ tịch Quân uỷ Trung ương Trung Quốc Trương Hựu Hiệp trong chuyến thăm của ông này tới Việt Nam. Chủ tịch nước khẳng định quan hệ hai nước "vừa là đồng chí, vừa là anh em", luôn coi phát triển quan hệ hữu nghị, hợp tác với Trung Quốc là ưu tiên hàng đầu.
Ngày 10 tháng 11 năm 2024, Lương Cường có chuyến thăm Chile trong ba ngày, đây là chuyến công du nước ngoài đầu tiên của ông kể từ khi đắc cử Chủ tịch nước. Ông đến Santiago gặp Tổng thống Gabriel Boric. Trước đó, ông đã đến thăm nhà của cố tổng thống Salvador Allende và gặp gia đình Allende. Trong chuyến thăm, một thành viên trong phái đoàn của Lương Cường đã bị bắt vì tội tấn công tình dục.
Ngày 13 tháng 11, Lương Cường tới Lima, Peru để tham dự Hội nghị thượng đỉnh APEC. Ông có cuộc gặp gỡ với Tổng thống Peru Dina Boluarte và được trao tặng Huân chương Mặt trời Peru. Ông cũng đã gặp nhiều nhà lãnh đạo thế giới khác tại hội nghị thượng đỉnh.

## Khen thưởng

### Huân chương, huy chương Việt Nam
- Huân chương Quân công hạng Nhất.
- Huân chương Quân công hạng Nhì.
- Huân chương Quân công hạng Ba.
- Huân chương Chiến công hạng Nhất.
- Huân chương Chiến công hạng Nhì.
- Huân chương Chiến công hạng Ba.
- Huy chương Quân kỳ quyết thắng.
- Huy chương Chiến sĩ vẻ vang hạng Nhất, Nhì, Ba.
- Huy hiệu 40 năm tuổi Đảng[38]

### Huân chương, huy chương nước ngoài
- Huân chương Hoàng gia Sahametrei hạng Nhất của Vương quốc Campuchia.[39]
- Huân chương Hữu nghị của Liên bang Nga.[40]
- Huân chương Tự do hạng Nhì của CHDCND Lào.
- Huân chương Playa Girón của Cộng hòa Cuba.[41]
- Huân chương Mặt trời Peru cấp Đại Thập tự.[42]

## Lịch sử thụ phong quân hàm
| Năm thụ phong | 1979        | 1981        | 1982        | 1985        | 1989        | 1993        | 1997        | 2001        | 2006        | 2009        | 2014         | 2019        |
| Cấp hiệu      | không khung | không khung | không khung | không khung | không khung | không khung | không khung | không khung | không khung | không khung | không khung  | không khung |
| ------------- | ----------- | ----------- | ----------- | ----------- | ----------- | ----------- | ----------- | ----------- | ----------- | ----------- | ------------ | ----------- |
| Tên cấp hiệu  | Thiếu úy    | Trung úy    | Thượng úy   | Đại úy      | Thiếu tá    | Trung tá    | Thượng tá   | Đại tá      | Thiếu tướng | Trung tướng | Thượng tướng | Đại tướng   |